# Miura Toshiya
Miura Toshiya (三浦 俊也 (Tam Phổ Tuấn Dã) sinh ngày 16 tháng 7 năm 1963) là một huấn luyện viên kiêm bình luận viên bóng đá người Nhật. Ông từng là huấn luyện viên trưởng của Đội tuyển bóng đá quốc gia Việt Nam và Câu lạc bộ bóng đá Thành phố Hồ Chí Minh. Ông hiện đang là huấn luyện viên trưởng đội tuyển U-20 Thái Lan.

## Sự nghiệp cầu thủ
Miura Toshiya sinh tại Kamaishi, Iwate, Nhật Bản. Sau khi chơi cho đội bóng trường trung học Nam Kamaishi, ông đã nhập học tại đại học Komazawa và gia nhập câu lạc bộ bóng đá của trường đại học này nhưng chỉ với vai trò cầu thủ dự bị. Sau khi tốt nghiệp đại học, Miura theo khóa học về điều dưỡng tại quê nhà và đồng thời thi đấu cho các câu lạc bộ bóng đá nghiệp dư địa phương là Morioka Zebra và Shinittetsu Sumikin Kamaishi.

## Sự nghiệp huấn luyện viên

### Du học tại Đức
Vì không thể từ bỏ ước muốn trở thành huấn luyện viên bóng đá, Miura quyết định du học tại Đức vào năm 1991. Sau 5 năm rưỡi, ông có chứng chỉ huấn luyện viên loại A (tương đương loại A tại Nhật). Cùng thời gian này, Miura cũng học làm phiên dịch viên tiếng Đức. Sau khi trở về nước, ông lập tức học tiếp khóa phiên dịch tiếng Đức và lấy chứng chỉ cao cấp về phiên dịch tiếng Đức năm 1996. Năm 1997, ông nhậm chức huấn luyện viên câu lạc bộ Brummel Sendai (nay là Vegalta Sendai) và bắt đầu sự nghiệp huấn luyện viên ở cúp Hoàng đế. Năm 1998, Miura chính thức bắt đầu sự nghiệp huấn luyện viên với câu lạc bộ Mito Hollyhock. Năm 1999, Miura trở thành huấn luyện viên phó cho câu lạc bộ Omiya Ardija và học phong cách bóng đá tổng lực Hà Lan từ huấn luyện viên trưởng đội bóng lúc đó là ông Pim Verbeek và trở thành huấn luyện viên trưởng đội bóng này vào năm 2000. Mùa giải năm 2000, mặc dù kết thúc với vị trí thứ 4 nhưng đội bóng của Miura đã phải chịu thất bại thảm hại với tỷ lệ 1 thắng - 11 bại với ba đội bóng dẫn đầu. Năm 2001, Miura đã tuyển mộ Jorge Dely Valdés (tuyển thủ quốc gia Panama), Jader Volnei Spindler (cầu thủ người Brazil, người đầu tiên lập cú đúp hat-trick tại J-League) và Ando Masahiro (cựu tuyển thủ Nhật Bản). Miura đã tuyên bố "kể từ khi trở thành huấn luyện viên, đây là đội bóng xuất sắc nhất tôi từng dẫn dắt."
Mùa giải năm 2001, dù kết thúc lượt đi với 17 trận thắng (trong đó có 4 trận thắng bằng thi đấu thêm giờ), 2 bại, 1 hòa, đội bóng của Miura đã kết thúc mùa giải với vị trí thứ năm và không thể lên J1 sau khi hai cầu thủ quan trọng là Jorginho và Jorge Luis Dely Valdes chấn thương nặng. Cuối mùa, Miura từ chức huấn luyện viên câu lạc bộ bóng đá Omiya Aldija.

### Omiya Aldija
Năm 2004, Miura trở lại làm huấn luyện viên của câu lạc bộ Omiya Aldija. Mặc dù khởi đầu chậm chạp nhưng ngoại trừ việc gặp khó khăn ở lượt đi trước đội bóng mạnh nhất Kawasaki Frontale, đội bóng của Miura đã giành vị trí thứ 2 thời điểm đó và đây là vị trí chắc chắn lên hạng. Ở lượt về, với sự tăng cường của cầu thủ Brazil Tuto, Omiya Aldija đã kéo dài mạch chiến thắng và thăng hạng J1 sau chiến thắng trước Mito Hollyhock ở vòng đấu thứ 42.
Ở lượt đi mùa bóng 2005, dù có thành tích giành thắng lợi 50% ở lượt đi, nhưng với sự ra đi của ngôi sao Cristian và chấn thương của nhiều trụ cột, đội bóng của Miura gặp thất bại liên tiếp như mùa giải 2001, tưởng như đã tụt xuống vị trí xuống hạng nhưng cuối cùng đã trụ lại được ở J1. Tuy nhiên với kết quả không tốt ở mùa giải 2006, Miura đã rời ghế huấn luyện viên của câu lạc bộ Omiya Aldija.

### Sapporo Consadore
Miura nhậm chức huấn luyện viên của Sapporo Consadore ở mùa giải 2007. Huấn luyện viên tiền nhiệm Yanagishita Masaaki đã dẫn dắt Sapporo chơi với lối bóng đá tấn công, tuy nhiên sự yếu kém của hàng phòng ngự đã dẫn đến thất bại của đội bóng ở những thời điểm quan trọng. Miura đã truyền cho Sapporo Consadore lối chơi có tổ chức với hàng phòng ngự được tổ chức từ tuyến trên. Thất bại không còn nữa và đội bóng tiến lên vững chắc kể từ trận mở màn. Mặc dù có một số thời điểm bị chỉ trích, ở vòng đấu cuối cùng, Sapporo Consadore đã giành thắng lợi trước Mito Hollyhock, vô địch J2 và trở lại J1.
Trở lại J1 ở mùa giải 2008, mặc dù gặp nhiều khó khăn như việc cầu thủ trung tâm hàng tiền vệ, Alseu, rời đội bóng ở tuần đầu tiên, hủy hợp đồng với Bruno Quadros, hàng phòng ngự với trung tâm là Soda Yushi, người đã đóng góp rất quan trọng trong chiến tích lên hạng J1 mùa bóng trước, Sapporo Consadore đã tránh khỏi nhiều thất bại, đồng thời tiền đạo mũi nhọn Davi cũng góp công với nhiều bàn thắng. Tuy nhiên, với hàng loạt cầu thủ bị chấn thương và lối phòng ngự khu vực cứng nhắc dễ bị bắt bài với các đội bóng J1, lối chơi của đội bóng đã gặp thất bại. Với chiến thuật quá khắc nghiệt, khiến nhiều cầu thủ phải rời sân (có trận đấu mà 2 cầu thủ phải ra sân), Sapporo Consadore đã dẫm chân tại chỗ. Giữa mùa giải, với sự gia nhập đội bóng của Minoyoshi Yoshinobu, hàng phòng ngự đã trở nên ổn định, Sapporo Consadore đã lật ngược tình thế với các trận đấu ở tháng 7, tháng 8 nhưng với nhiều trận thất bại, Sapporo Consadore đã phải xuống hạng J2 với kết quả tồi tệ nhất trong lịch sử. Mặc dù đã được yêu cầu tiếp tục huấn luyện mùa giải 2009, Miura đã nhận trách nhiệm cho việc xuống hạng của câu lạc bộ và từ chức huấn luyện viên Sapporo Consadore.

### Vissel Kobe
Tháng 8 năm 2009, Miura trở thành huấn luyện viên của câu lạc bộ Vissel Kobe thay thế cho Wada Masahiro. Tiếp nối phong cách phòng thủ phản công, đội bóng của Miura đã chiến thắng 3 trận liên tiếp trong tháng 8 và đưa đội bóng tạm thời thoát khỏi nguy cơ xuống hạng. Mặc dù chỉ giành được 1 chiến thắng trong tháng 9 nhưng Vissel Kobe đã trụ lại được một cách khó nhọc.
Miura tiếp tục dẫn dắt Kobe ở mùa giải 2010. Tuy nhiên, với kết quả không được như ý kể từ trận khai mạc, Vissel Kobe tụt lại ở khu vực xuống hạng, cộng với sự thiếu hòa nhập của Lee Jae Min, tiền đạo thay thế tuyển thủ Nhật Bản Okubo, và tình trạng chấn thương kéo dài do chiến thuật quá khắc nghiệt của Miura, có giai đoạn trong 7 trận đấu có 6 cầu thủ bị chấn thương phải thay ra (trong đó có hai lần thủ môn Enomoto Matsuya phải ra sân, thay vào vị trí thủ môn là một cầu thủ khác trên sân), tình cảnh ở câu lạc bộ Sapporo Consadore lại lặp lại. Miura đã bị sa thải vào ngày 12 tháng 9.

### Ventforet Kofu
Năm 2011, Miura trở thành huấn luyện viên của câu lạc bộ Ventforet Kofu. Ông được kỳ vọng sẽ củng cố lại hàng phòng ngự bất ổn ở mùa bóng trước. Miura đã cố áp dụng chiến thuật phòng ngự khu vực đã thành công với Sapporo Consadore nhưng các cầu thủ Kofu vốn quen với chiến thuật phòng ngự áp sát. Đội bóng nổi tiếng với chiến thuật "running soccer" đã gặp khó khăn với chiến thuật mới quá thiên về phòng ngự, làm mờ đi hình ảnh đội bóng tấn công tốt nhất J2 mùa bóng trước. Venforet Kofu giành được thắng lợi đầu tiên ở vòng đấu thứ 6 trước Nagoya Grampus Eight, nhưng sau đó chỉ giành được tổng cộng 4 trận thắng trong số 19 trận đấu, bao gồm 2 trận trước Kashima Antlers và Gamba Osaka, những đội bóng đã mệt mỏi sau các trận đấu ở AFC Champions League, và trận thắng cuối cùng ở vòng đấu thứ 13 trước Avispa Fukuoka, kết thúc ở vị trí thứ 16, rơi xuống khu vực xuống hạng. Mặc dù được trông chờ ở việc xây dựng hàng phòng ngự nhưng với chiến thuật phòng ngự khu vực, Venforet Kofu đã để lọt lưới nhiều thứ 2 với 37 bàn thua do đã để lỏng những cú sút từ tuyến hai của hàng tiền vệ đối phương. Kết quả không tốt này khiến chủ tịch đội bóng Umino Kazuyuki không thể bỏ qua và đã ra điều kiện "Nếu Miura không chiến thắng ở vòng đấu thứ 20 ngày 6 tháng 8 gặp Sanfrecce Hiroshima và vòng đấu tiếp theo gặp Montedio Yamagata thì sẽ bị sa thải". Cuối cùng, Miura đã bị sa thải sau thất bại 0-2 trước Sanfrecce Hiroshima. Miura đã trở thành huấn luyện viên đầu tiên bị sa thải giữa mùa giải.
Sau khi rời khỏi ghế huấn luyện viên, ông Miura đảm nhiệm vai trò bình luận ở hai chương trình về giải vô địch Ý (Serie A) của kênh truyền hình Sky PerfecTV và giải vô địch Hà Lan (Eredivisie) của kênh J SPORTS.

### Đội tuyển quốc gia Việt Nam
Ngày 8 tháng 5 năm 2014, Miura Toshiya trở thành huấn luyện viên trưởng đội tuyển bóng đá Việt Nam, đồng thời kiêm nhiệm huấn luyện viên trưởng đội tuyển Olympic Việt Nam tham dự vòng loại Olympic Rio de Janeiro; với thời hạn hợp đồng đến ngày 3 tháng 4 năm 2016. Huấn luyện viên Nguyễn Hữu Thắng nhận xét "Bóng đá Việt Nam đang học tập mô hình bóng đá tại Nhật Bản, bằng chứng là chúng ta đã thuê chuyên gia người Nhật đến để điều hành giải bóng đá vô địch quốc gia Việt Nam... Thể trạng của cầu thủ Việt Nam cũng có nhiều đặc điểm giống cầu thủ Nhật Bản, thế nên việc sử dụng tư duy người Nhật để xây dựng đội tuyển quốc gia và Olympic quốc gia cũng là hợp lý", đồng thời nghi ngại về khả năng của Miura Toshiya. Trước nhiều nghi ngờ từ các huấn luyện viên bóng đá Việt Nam như Hoàng Văn Phúc hay Lê Thụy Hải, Miura Toshiya khẳng định "rất tự tin vào bản thân mình, bởi ở Nhật Bản chỉ có khoảng 10 huấn luyện viên cầm quân trên 400 trận trong đó có tôi". Miura Toshiya nhận được mức tín nhiệm cao từ các cầu thủ khi đảm nhận vị trí huấn luyện viên trưởng đội tuyển bóng đá quốc gia Việt Nam. Ngày 2 tháng 7 năm 2014, Miura Toshiya ra mắt trận đấu đầu tiên với chiến thắng đậm 6-0 trước đội tuyển bóng đá quốc gia Myanmar.
ASIAD 17 tại Hàn Quốc vào tháng 9 năm 2014, Miura dẫn dắt U-23 Việt Nam đứng đầu vòng bảng môn bóng đá nam với chiến thắng 4-1 trước U-23 Iran và thắng 1-0 trước U-23 Kyrgyzstan; lần đầu tiên lọt vào vòng 1/8 và để thua 1-3 trước U-23 UAE. Đây được coi là sự kiện địa chấn vì những cầu thủ trong đội hình U-23 Việt Nam khi đó chỉ "thường thường bậc trung" và không thu hút được sự quan tâm. Ngày 16 tháng 11, Miura Toshiya dẫn dắt đội tuyển bóng đá quốc gia Việt Nam thắng 3-1 trước đội tuyển bóng đá quốc gia Malaysia trong trận giao hữu trước thềm AFF Cup 2014. Tại vòng bảng AFF Cup , đội tuyển Việt Nam hòa 2-2 với Indonesia, thắng Lào 3-0 và thắng Philippines 3-1. Tại giải đấu này, ông đưa đội tuyển Việt Nam lọt vào vòng bán kết với chiến thắng 2-1 trước Malaysia ở trận lượt đi trên sân khách, nhưng bất ngờ nhận thất bại 2-4 ở trận lượt về trên sân nhà vì những sai lầm ở hàng thủ. Sau trận đấu lượt về thua trên thế thắng, ông cho rằng tâm lý chủ quan là nguyên nhân dẫn đến thất bại.
Tại vòng bảng SEA Games 2015, Miura Toshiya dẫn dắt U-23 Việt Nam thắng 6-0 U-23 Brunei, thắng 5-1 U-23 Malaysia, thắng 1-0 U-23 Lào, thắng 4-0 U-23 Đông Timor, sau đó thua 1-3 U-23 Thái Lan và để mất ngôi đầu bảng. U-23 Việt Nam thua 1-2 U-23 Myanmar tại bán kết, và giành huy chương đồng sau khi thắng 5-0 U-23 Indonesia. Miura Toshiya dẫn dắt đội tuyển quốc gia Việt Nam tham dự trận giao hữu với Manchester City F.C. vào ngày 27 tháng 7 năm 2015 và thất bại với tỷ số 1-8.
Một bộ phận dư luận tại Việt Nam liên tục công kích lối chơi của Miura Toshiya tại vòng loại giải vô địch bóng đá U-23 châu Á 2016 khi U-23 Việt Nam thua 0-2 U-23 Nhật Bản theo kiểu hạn chế bàn thua, đồng thời thắng 7-0 U-23 Ma Cao và thắng 2-1 U-23 Malaysia, trong khi Liên đoàn bóng đá châu Á (AFC) đánh giá cao huấn luyện viên người Nhật Bản. Tháng 1 năm 2016, huấn luyện viên Miura Toshiya lần đầu tiên đưa U-23 Việt Nam tham dự vòng chung kết giải vô địch bóng đá U-23 châu Á 2016 tại Qatar, nhưng đội đã bị loại sau khi để thua ba trận liên tiếp 1-3 trước U-23 Jordan, 2-3 trước U-23 UAE, 0-2 trước U23 Úc. Tại trận đấu gặp U-23 UAE, U-23 Việt Nam hai lần vươn lên dẫn trước nhưng sau đó bị gỡ hòa, huấn luyện viên Miura Toshiya cho rằng cầu thủ còn thiếu kinh nghiệm thi đấu. Khi giải đấu kết thúc, báo chí và người hâm mộ bóng đá đã chỉ trích ông vì U-23 Việt Nam không giành được điểm số nào, khiến ông có ý định từ bỏ quyền huấn luyện viên.
Tại vòng loại giải vô địch bóng đá thế giới 2018 khu vực châu Á, Miura Toshiya dẫn dắt đội tuyển Việt Nam thua 0-1 Thái Lan, thắng 2-1 Đài Bắc Trung Hoa, hòa 1-1 Iraq, thua tiếp 0-3 Thái Lan. Với mục tiêu lọt vào vòng loại cuối cùng của World Cup 2018, ông bị người hâm mộ chỉ trích vì đội tuyển "thắng không đẹp mắt" trước Đài Bắc Trung Hoa; tờ VnExpress chỉ ra thực trạng V.League yếu kém và khuyên người hâm mộ không nên đòi hỏi vô lý với Miura Toshiya.
Ngày 28 tháng 1 năm 2016, hội nghị ban chấp hành Liên đoàn Bóng đá Việt Nam lần thứ 7 tại Thành phố Hồ Chí Minh đã chứng kiến 11/16 phiếu biểu quyết sa thải huấn luyện viên Miura Toshiya trước thời hạn 2 tháng và ông đã không nhận khoản phí bồi thường khoảng 800 triệu đồng. Huấn luyện viên Nguyễn Thành Vinh cho rằng việc sa thải huấn luyện viên Miura Toshiya giữa chừng của VFF là để tránh sức ép của dư luận và lối chơi bóng đá không phù hợp với thị hiếu người Việt.

### Thành phố Hồ Chí Minh
Ngày 5 tháng 1 năm 2018, Miura Toshiya nhậm chức huấn luyện viên trưởng của Câu lạc bộ bóng đá Thành phố Hồ Chí Minh với bản hợp đồng 2 năm. Tuy nhiên, với thành tích thi đấu bết bát của đội trong suốt mùa giải 2018, ông đã rời khỏi vị trí này chỉ sau một mùa giải.

## Cuộc sống cá nhân
Miura tiết lộ rằng cha của mình là một thành viên của đội rugby hàng đầu Shin Nittetsu Kamaishi trong chương trình văn hóa của kênh truyền hình Hokkaido.

## Đón nhận

### Quan điểm
Mục tiêu giữa Miura Toshiya với Liên đoàn bóng đá Việt Nam (VFF) không dừng lại ở khu vực Đông Nam Á mà còn hướng đến sân chơi tầm châu Á. Miura Toshiya tin tưởng với chiến lược đúng đắn của VFF và phẩm chất của người Việt, đội tuyển bóng đá quốc gia Việt Nam đủ sức vào nhóm 10 đội bóng mạnh nhất châu Á. Ông nhận xét: "Làm bóng đá ở Việt Nam khó hơn các bạn nghĩ, vì mục tiêu của bóng đá Đông Nam Á rất khác Nhật Bản. Họ thường quan tâm hơn tới những giải đấu vừa tầm trong khu vực như AFF Cup và SEA Games thay vì các giải đấu của châu lục. Thắng hoặc hòa các đội hàng đầu châu lục mới là cách để Việt Nam nâng tầm của mình trên bản đồ bóng đá thế giới, bởi các giải AFF Cup và SEA Games chỉ được tính như các trận giao hữu trên hệ thống của FIFA. Để giành chiến thắng trước các nước châu Á có trình độ cao hơn, chúng tôi cần cải thiện và nỗ lực để giải quyết những điểm yếu. Việt Nam không nên lấy bóng đá Thái Lan làm thước đo". Miura Toshiya cho rằng ông "cần 4 năm để vực dậy và xây dựng một đội tuyển Việt Nam hùng mạnh".
Ông nhận xét cầu thủ Việt Nam còn nhiều điều cần cải thiện, yếu tố quan trọng nhất là thể lực; Miura Toshiya không hiểu vì sao truyền thông Việt Nam luôn đặt câu hỏi về U-19 Việt Nam bởi ông cho rằng có nhiều cầu thủ U-19 giỏi nhưng vẫn chỉ là cầu thủ trẻ. Sau một năm đảm nhận huấn luyện viên trưởng các cấp độ đội tuyển Việt Nam, ông cho rằng cầu thủ người Việt "tập luyện chăm chỉ, biết lắng nghe học hỏi và đó là nền tảng để họ tiến bộ và phát triển.[...] Người Việt có một chút gì đó ngại ngùng, khác với những người châu Âu vốn tự tôn và kiêu hãnh. Người Nhật như tôi cảm thấy rất thoải mái khi làm việc tại Việt Nam.[...] Nếu so sánh với các nền bóng đá Trung Đông thì chúng ta hiện tại yếu hơn về thể lực. Nhưng tôi nghĩ cải thiện thể lực nhanh hơn là cải thiện kỹ thuật. Các cầu thủ Việt Nam hiện tại đã có kỹ thuật tốt để chơi bóng, vì thế cải thiện thể lực sẽ không mất nhiều thời gian"; ông cho rằng có lợi thế vì không biết tiếng Việt và không đọc được báo chí Việt Nam nên không chịu nhiều áp lực. Miura Toshiya nêu quan điểm "V.League rất tệ. Cầu thủ không chịu chạy và cũng không chịu khó vận động, có lẽ là vì trận đấu bắt đầu lúc 17h khi thời tiết còn nắng nóng. Điều này cũng có lý do của nó. Một là do truyền hình phát hai hoặc ba trận đấu cùng lúc. Hai là do lúc 19h có chương trình thời sự nên không thể tổ chức trận đấu vào lúc đó. Nếu ở Nhật Bản, chúng tôi phải thảo luận đẩy ai xuống với những câu hỏi đại loại "Tại sao không chọn cầu thủ này?". Còn ở Việt Nam thì ngược lại, ban đầu tôi thấy hầu như không ai vừa mắt mình nên phải dùng phương pháp loại trừ. Nghĩa là, bỏ cậu này vậy thì chọn cậu kia thôi. Đặc trưng của cầu thủ ở Đông Nam Á có lẽ là ghét chạy hay phòng ngự. Những cầu thủ giỏi ở đây cũng chỉ giống như cầu thủ giỏi ở Nhật Bản 30 năm trước, chỉ giỏi khi giữ bóng. Với bóng đá chuyên nghiệp, điều này là tối kỵ. Ông ủng hộ quan điểm hạn chế tiền đạo ngoại binh tại V.League nhằm tạo cơ hội cho cầu thủ người Việt có nhiều cơ hội ra sân. Miura Toshiya thường cùng học trò hoàn thành các bài tập khởi động, trái ngược với Park Hang-seo thích trêu đùa và giao lưu cùng học trò.
Miura Toshiya nêu quan điểm "luôn giữ thái độ đúng mực, làm việc trên nguyên tắc và tuân theo quy định, không có trách nhiệm phải thân thiện với những người không liên quan.[...] Huấn luyện viên phải dung hòa được hai yếu tố đối kháng và tập thể. Một cầu thủ khỏe là chưa đủ, mà cả 11 cầu thủ cần nền tảng thể lực ngang nhau.[...] Chúng ta hay nói về kỹ thuật, nhưng bao nhiêu người hiểu đúng về khái niệm kỹ thuật, tôi nghĩ đấy là câu hỏi cần được giải đáp. Kỹ thuật bóng đá không chỉ là chuyện đảo chân, rê dắt qua người. Kỹ thuật bóng đá bắt đầu từ những thứ hết sức cơ bản như chạm một, chuyền bóng và sút bóng. Kỹ thuật hay chiến thuật bóng đá đều bắt nguồn từ nền tảng thể lực. Bạn phải đủ khỏe thì mới có thể tỉnh táo tới những giây cuối cùng. Mà chỉ có tỉnh táo mới giúp bạn đưa ra quyết định đúng đắn, nhất là khi trận đấu đi về những phút cuối.[...] Nghề huấn luyện cấp đội tuyển có một đặc thù là thời gian "làm việc thật sự" rất ít, chỉ từ bảy tới chín tuần mỗi năm. Phần lớn thời gian trong năm, việc của huấn luyện viên một đội tuyển quốc gia giống như nhà nghiên cứu khoa học vậy, chỉ có thể ghi chép, quan sát và tự đúc kết. Nó không phải công việc ngày qua ngày mà luôn có độ trễ. Sai số là rất nhiều, trong khi cơ hội sửa sai gần như là không có". Ông tái khẳng định "Bóng đá Việt Nam có một cái rất giống bóng đá Nhật Bản là đề cao yếu tố khéo léo mà quên đi căn bản của bóng đá là thể lực, là khả năng tranh chấp. Nếu anh không khỏe thì trí óc anh cũng không tỉnh táo mà rê dắt, dứt điểm". Miura Toshiya nhận định "Bóng đá Việt Nam có rất nhiều vấn đề, nhưng nếu nói về năng lực trên sân cỏ thì tôi nghĩ họ không phải là đội bóng có tinh thần làm việc cao, không có ý thức về mặt phòng ngự và tranh cướp bóng. Khi họ cầm bóng thì họ chơi rất tốt nhưng tôi thấy nhiều khi vừa bị cướp bóng xong là họ dừng chơi luôn. Họ đã không tìm hiểu và phân tích kỹ đối thủ của mình. Tôi nghĩ cái quan trọng và cơ bản nhất là phải cân nhắc về cách thi đấu sau khi phân tích điểm mạnh của đối phương rồi đưa ra chiến lược từ cách thi đấu của đối thủ nhưng họ lại không có quy trình phân tích đối thủ. Ban đầu tôi thấy rất ngạc nhiên nhưng họ không có văn hóa phân tích".
Ông khẳng định vị trí thủ môn là một trong những vị trí quan trọng nhất, vị trí đặc biệt quan trọng trong đội hình quyết định đến thành công ở mọi đội bóng. Miura Toshiya cho rằng xoay tua đội hình là điều thường thấy trong bóng đá chuyên nghiệp, giúp đảm bảo có nhiều sự lựa chọn và tạo nên sự bất ngờ cho đối phương khi xếp cầu thủ đá trái sở trường. Miura Toshiya lựa chọn đội hình theo nguyên tắc: nếu cầu thủ không thể hiện được phong độ và khát vọng trong trận đấu mà ông theo dõi thì phải nhường cơ hội cho người khác, dù cho là công thần cũng không có trường hợp ngoại lệ. Miura Toshiya là huấn luyện viên bóng đá dành sự tập trung cao độ với tất cả mọi giải đấu trong vai trò dẫn dắt các cấp độ đội tuyển bóng đá Việt Nam (giống với Henrique Calisto ở giai đoạn thành công cùng bóng đá Việt Nam), khác hẳn với các huấn luyện viên đội tuyển trước đây dẫn dắt (như Hoàng Văn Phúc) phân biệt giải đấu chính-giải đấu phụ. Miura Toshiya thúc đẩy tính cạnh tranh trong đội tuyển giống với thời Henrique Calisto dẫn dắt, trái ngược với lối mòn cách chơi và dùng người của Hoàng Văn Phúc.
Lối chơi Miura Toshiya sử dụng là chắc chắn, thực dụng và đơn giản, không dùng các cầu thủ ít chịu va chạm và ngại đấu sức, giữ bóng lâu và làm chậm nhịp độ của toàn đội; rèn luyện khả năng chuyển từ phòng ngự sang phản công. Phương pháp hồi thể lực bằng cách ngâm nước đá lạnh sau mỗi buổi tập của cầu thủ được ông áp dụng được cho là mới mẻ đối với bóng đá Việt Nam.  Đối đầu với những đối thủ có lợi thế về thể hình và chơi mạnh mẽ ở khu trung tuyến tại ASIAD 17, Miura Toshiya xây dựng vững chắc khu vực trước bộ đôi trung vệ và tập trung tấn công hai cánh kết hợp sự linh hoạt của các tiền đạo phía trên. Sơ đồ chiến thuật thắng 4-1 U-23 Iran mà ông áp dụng rất linh hoạt (gồm 4-4-2, 5-4-1, 3-6-1), trong khi Phan Thanh Hùng và Hoàng Văn Phúc không phát huy được hiệu quả sơ đồ chiến thuật 4-5-1 do Henrique Calisto xây dựng. Miura Toshiya phân tích điểm mạnh và điểm yếu của từng cầu thủ rồi hỏi thẳng “cậu tự tin ra sân không, tại sao mình phải sợ họ nào?” nhằm khích lệ tinh thần, làm công tác tư tưởng cho các học trò trước giờ ra sân; ông chỉ công bố đội hình xuất phát vài tiếng đồng hồ trước giờ bóng lăn để tạo động lực đến phút cuối cùng cho các học trò trong bài đá nội bộ một ngày trước giờ thi đấu. Huấn luyện viên Nguyễn Phúc Nguyên Chương ấn tượng với đội tuyển bóng đá quốc gia Việt Nam dưới thời Miura Toshiya là lối đá ngắn, nhanh nhẹn, đơn giản, thường dùng đội hình 4-4-2. Khi một cầu thủ có bóng, ba-bốn vệ tinh xung quanh đều di chuyển nhằm tạo khoảng trống để bất cứ cầu thủ nào cũng có thể áp sát khung thành đối phương và phong tỏa cầu thủ đội bạn khi họ có bóng.

### Chỉ trích
Huấn luyện viên Miura Toshiya bị cáo buộc có chiến thuật không phù hợp với thể trạng cầu thủ Việt Nam, ông được coi là nạn nhân vì bóng đá Việt Nam "xây nhà từ nóc". Ông bị một bộ phận người hâm mộ bóng đá chỉ trích không biết dùng người, không đồng tình cách đá phòng ngự số đông và việc cầu thủ gặp chấn thương khi tập luyện. Phó chủ tịch Liên đoàn bóng đá Việt Nam (VFF) Đoàn Nguyên Đức đòi sa thải và nói ông là "huấn luyện viên dở nhất trong 60 năm qua của bóng đá Việt Nam", nguyên nhân được cho là Miura ít dùng cầu thủ của Hoàng Anh Gia Lai và nội bộ lãnh đạo VFF chia rẽ quan điểm. Một số thành viên chủ chốt của VFF đã góp phần định hướng sai dư luận, phê phán quá mức đội tuyển của Miura Toshiya trong khi thiếu các dẫn chứng thuyết phục, thiếu các luận cứ khoa học dựa trên những thông số cụ thể. VFF thừa nhận thực trạng nhiều cầu thủ lớn tuổi có trình độ chuyên môn và thể lực còn yếu, trong khi các cầu thủ trẻ tâm lý thi đấu chưa ổn định. Dân trí cho rằng Miura Toshiya "thay đổi đội hình quá nhiều, sử dụng nhiều vị trí thi đấu không đúng sở trường khiến đội tuyển mất đi tính ổn định", "xem trọng lối chơi thể lực và dùng nhiều bóng dài". Trong thời gian nắm quyền, Miura Toshiya chịu chỉ trích từ nhiều phía về việc phải sử dụng các cầu thủ của câu lạc bộ Hoàng Anh Gia Lai làm bộ khung chính của đội tuyển quốc gia. Người hâm mộ dừng chỉ trích Miura Toshiya sau khi "bóng đá đẹp" tại Việt Nam đón nhận những thất bại của Hoàng Anh Gia Lai ở V.League, U-19 Việt Nam ở Giải vô địch bóng đá U-19 châu Á 2014, U-22 Việt Nam ở SEA Games 2017; đồng thời những trường hợp tương đồng phòng ngự phản công thành công xuất hiện như U-19 Việt Nam dưới thời huấn luyện viên Hoàng Anh Tuấn và U-23 Việt Nam dưới thời Park Hang-seo. Khi được so sánh với Park Hang-seo, ông bị cho là thiếu nhạy bén hoặc bảo thủ trong lối chơi chiến thuật và dùng người; đồng thời thừa nhận lứa cầu thủ thời Park Hang-seo đồng đều hơn so với thời điểm Miura Toshiya dẫn dắt. Công an nhân dân cho rằng Falko Götz và Miura Toshiya thất bại tại Việt Nam vì "cố gắng áp đặt sự khoa học, chuyên nghiệp quá nhanh, đến mức khắt khe và không phù hợp".

### Khen ngợi
Miura Toshiya vượt qua các chỉ tiêu thành tích của Liên đoàn bóng đá Việt Nam: huy chương đồng AFF Cup 2014, huy chương đồng SEA Games 2015; thậm chí đạt thành tích ngoài mong đợi như tham dự vòng đấu loại trực tiếp tại Đại hội Thể thao Châu Á 2014, vòng chung kết giải vô địch bóng đá U-23 châu Á 2016. Miura Toshiya đã hồi sinh niềm đam mê bóng đá của người hâm mộ tại thời điểm đang chán bóng đá khi mà nền bóng đá Việt Nam trước đó đã tuột dốc thảm hại: đội tuyển quốc gia bị loại ngay từ vòng bảng AFF Cup 2012, U-23 Việt Nam bị loại ngay vòng bảng SEA Games 2013, thua U-23 Indonesia 0-2 tại bán kết SEA Games 2011, thua liền 5 trận tại vòng loại Cúp bóng đá Châu Á 2015 (bao gồm cả Hồng Kông). Lực lượng U-23 Việt Nam tại SEA Games 2017 với nhiều cầu thủ đã được Miura Toshiya xây dựng nền tảng từ hơn hai năm trước. Nhiều nhân tố thành công dưới thời Park Hang-seo đã được Miura Toshiya phát hiện và đào tạo.
Dân trí đánh giá Miura Toshiya là một trong những huấn luyện viên đội tuyển quốc gia giàu thành tích nhất trên bình diện các giải đấu tầm châu lục, thành tích của ông giúp VFF thoát khỏi yêu cầu cải tổ nhân sự từ nhóm các cựu cầu thủ ký đơn nhận xét "bóng đá Việt Nam đã chạm đáy"; tái khẳng định lối chơi phòng ngự phản công của Miura Toshiya phù hợp với các giải đấu châu Á, tương đồng với thành công của U-19 Việt Nam dưới thời Hoàng Anh Tuấn. Huấn luyện viên Nguyễn Thành Vinh khen ngợi: "Giải nào ông ấy cũng đạt hoặc vượt chỉ tiêu. Về mặt chuyên môn, ông ấy thổi vào cầu thủ cái tinh thần khác, cái tâm thế khác khi tham dự các giải đấu tầm châu lục trở lên. Dưới thời huấn luyện viên Miura, hầu như người ta không lo chuyện đội tuyển có tiêu cực ở các giải quốc tế...Trình độ thể lực được nâng lên rõ rệt, chúng ta không hụt hơi trước các đội có đẳng cấp châu Á. Kỷ luật chiến thuật cũng khác hẳn trước đây". Huấn luyện viên Alfred Riedl cũng nhận thấy rằng đội tuyển Việt Nam đã thay đổi nhiều theo hướng tích cực dưới thời huấn luyện viên Miura. Theo lời bình luận viên Quang Huy, huấn luyện viên Park Hang-seo đánh giá rất cao lối chơi của U-23 Việt Nam tại ASIAD Incheon năm 2014 do Miura dẫn dắt.
Miura Toshiya được ví như "nhà khai phá" vì phát hiện nhiều cầu thủ tiềm năng phù hợp lối đá phòng ngự phản công; trong đó ưu tiên sử dụng bóng dài ngẫu hứng và bứt tốc nhanh từ hai biên, yêu cầu phòng ngự chắc chắn trước khi xâm nhập dứt điểm sắc bén ở vòng cấm địa đối phương. Lối đá phòng ngự phản công mà Miura Toshiya áp dụng tại Việt Nam được huấn luyện viên Nguyễn Thành Vinh, Trần Văn Phúc khen ngợi; huấn luyện viên Vương Tiến Dũng cho rằng sơ đồ 4-2-3-1 của Miura Toshiya gây khó chịu cho đối phương. Miura biết cách pha trộn giữa chất kỹ thuật của nhóm cầu thủ Hoàng Anh Gia Lai trên hàng tấn công, với sự chắc chắn nơi hàng phòng ngự. Miura Toshiya dung hòa tốt mối quan hệ giữa nhóm cựu binh và tân binh, đặc biệt là nhóm các cầu thủ Hoàng Anh Gia Lai lần đầu lên đội tuyển U-23 Việt Nam - nhóm cầu thủ gây nhiều tranh cãi xung quanh chuyện nhân sự của đội tuyển bóng đá Việt Nam.
Đội tuyển Việt Nam dưới thời Miura Toshiya có thế mạnh thể lực trong các trận đấu tầm cỡ quốc tế, tuy không hoa mỹ nhưng tấn công đa dạng (phối hợp đá nhỏ, chơi tấn công rực lửa khi cần, xen lẫn lối chơi tấn công là những đòn phản công tốc độ và kết hợp những đường bóng dài nhiều tính bất ngờ). Ông rất nghiêm khắc trong các buổi tập nhằm tạo sự tập trung cho đội bóng, cầu thủ phối hợp nhuần nhuyễn và khai thác tốt các tình huống cố định như dàn xếp đá phạt. Các cấp độ đội tuyển dưới thời Miura Toshiya dẫn dắt đều xóa bỏ được hình ảnh èo uột thể lực thường thấy trước đây, ông là huấn luyện viên người nước ngoài đầu tiên tạo nên sự thay đổi đồng bộ này. Miura Toshiya xây dựng lối chơi chống bóng bổng hiệu quả khi thi đấu với các đội bóng Đông Bắc Á (như Nhật Bản, Hàn Quốc) hay các đội bóng Tây Nam Á (như Iraq, Iran), đội tuyển Việt Nam rất mạnh trong những pha dứt điểm bên ngoài khu vực 16m50. Miura Toshiya kiếm soát tốt chấn thương của các cầu thủ hoạt động quá tải ở câu lạc bộ, số lượng cầu thủ chấn thương và mức độ chấn thương giảm dần khi gần tới giải đấu chính thức, cầu thủ đều đạt trạng thái hưng phấn nhất khi giải đầu bắt đầu. Ông là người thay đổi nền tảng tư duy bóng đá Việt Nam; xây dựng thứ bóng đá khoa học, kỷ luật và đề cao thể lực được định hình rõ ràng.